# Thermos

Logo da Thermos

A Thermos LLC (Limited Liability Company) é fabricante de recipientes isolados para alimentos e bebidas e outros produtos de consumo. A empresa original foi fundada na Alemanha em 1904.
Em 1989, as empresas operadoras da Thermos no Japão, Reino Unido, Canadá e Austrália foram adquiridas pela Nippon Sanso K.K., que havia desenvolvido a primeira garrafa a vácuo de aço inoxidável do mundo em 1978, antes de se renomear como Taiyo Nippon Sanso Corporation, como permanece conhecida atualmente. Taiyo Nippon Sanso também adquiriu a empresa Thermos GmbH original em Langewiesen, Alemanha, que ainda possuía 15 patentes originais. Esta parte da garrafa térmica estava localizada atrás da "Cortina de Ferro" desde 1945, mas a reunificação alemã incentivou os investimentos estrangeiros.

## Marca registrada
A palavra garrafa térmica é uma marca registrada genérica usada às vezes, desde o início do século XX, como um termo para qualquer frasco isolado a vácuo, independentemente do fabricante. Por volta de 1910 até 1922, a American Thermos Bottle Company buscou essa sinonímia, pois era considerada publicidade gratuita; o valor dessa publicidade foi estimado, em 1917, entre $ 3 e $ 4 milhões apenas em dólares americanos. À medida que a empresa e o mercado de frascos a vácuo cresciam, ela tornou-se cada vez mais protetora de sua marca registrada, registrada em 1923, após uma vitória judicial apertada sobre o varejista de frascos W. T. Grant Company. A partir de 1935, Thermos empregou um serviço de clipping para encontrar usos não autorizados e protestou contra os editores de dicionários que incluíram garrafa térmica como uma palavra em vez de um nome próprio. Um memorando interno de 1940 dizia que as definições "seriam indubitavelmente citadas contra nós em um processo para defender a marca registrada. O melhor que podemos fazer é tentar 'purificar' a definição da palavra". Na década de 1950, a Thermos continuou seus esforços para protegê-lo, criando vários produtos (tendas, lanternas, fogões de acampamento) com o nome para afirmá-lo como uma marca, não um item.
Em 1958, a Aladdin Industries anunciou a intenção de vender "garrafas térmicas", e o detentor da marca Thermos (então chamada de 'King-Seeley Thermos Company') processou por infração. Em 1962, o juiz Robert Anderson determinou que a garrafa térmica era um termo genérico, em grande parte devido à própria divulgação da garrafa térmica e à falta de diligência na defesa da marca registrada. Aladdin (ou qualquer empresa) poderia marcar suas garrafas com uma "garrafa térmica" minúscula, enquanto a empresa Thermos mantinha o uso de letras maiúsculas. Essa decisão tornou a marca parcialmente genérica no Segundo Circuito dos EUA (Nova York, Connecticut e Vermont), mas continua sendo uma marca registrada no restante dos EUA e em mais de 100 outros países.

## História
Em 1892, James Dewar, um cientista nascido na Escócia, trabalhando na Universidade de Cambridge, inventou o frasco isolado a vácuo, um recipiente científico para armazenar gases liquefeitos. Não era um item doméstico adequado para uso diário, como carregar café quente. Em 1903, o soprador de vidro alemão Reinhold Burger recebeu uma patente alemã para um vaso isolante para uso diário. Em 1904, Burger registrou a marca Thermos para sua patente. Em 1906, a empresa Thermos GmbH foi formada por Burger com Albert Aschenbrenner e Gustav Robert Paalen. A produção de garrafas da marca Thermos nos Estados Unidos foi baseada na patente americana 13.093 de Burger e Aschenbrenner.
O frasco de vácuo é hoje comumente chamado de frasco de Dewar entre os químicos em reconhecimento ao seu inventor, embora ele não tenha registrado uma patente ou marca comercial para sua invenção. Quando a Burger and Thermos GmbH fez isso, Dewar processou, mas perdeu o processo judicial para reivindicar os direitos de propriedade intelectual da invenção.

## Planta de produção de Norwich
Os cidadãos de Norwich, Connecticut, procuraram a empresa Thermos para construir e operar uma fábrica às margens do rio Tâmisa. Um grupo de cidadãos do grupo "Norwich Boomers" reuniu a comunidade para comprar 27 acres de terra por $ 750 o acre para poder ser usado para a garrafa térmica. A casa do Dr. William H. Mason também estava na propriedade e também fazia parte da compra. A casa italiana foi convertida para ser usada como prédio de escritórios. Juntos, os cidadãos e a cidade arrecadaram $ 78.000. Um contrato foi assinado em 14 de fevereiro de 1912, faria de Norwich a sede da Thermos Plant e que a Thermos usaria o nome de Norwich em sua publicidade. Allyn L. Brown atuou como advogada e assessorou o negócio. Os produtos Thermos produzidos em Norwich possuem o selo "Made in Norwich".
A construção da fábrica foi uma bênção para Norwich, que ajudou no emprego da área após o declínio da indústria têxtil. As operações se expandiram para a vizinha Taftville, Connecticut e, juntas, as fábricas permaneceram ativas até serem desativadas e fechadas em 1988. O local de Norwich foi listado como um distrito histórico no Registro Nacional de Lugares Históricos em 1989.

## Expansão
Em 1955, a empresa Thermos, então denominada American Thermos Bottle Company, adquiriu o controle da Hemp and Company, Inc., de Macomb, Illinois, fabricantes do Little Brown Jug e outros jarros e baús isolados, bem como da marca Duncan Hines churrasqueiras ao ar livre. Para refletir a crescente diversidade de produtos, os nomes das empresas norte-americanas foram alterados novamente em 1956; a corporação dos EUA tornou-se a American Thermos Products Company, enquanto o que antes era a Canadian Thermos Bottle Co. Ltd. mudou seu nome para Canadian Thermos Products Limited.

## Importância histórica
Os produtos Thermos tiveram um grande impacto na década de 1950 e venderam mais de 2 milhões de unidades. Em 2004, o museu da Smithsonian Institution apresentou produtos Thermos como parte de sua retrospectiva "Taking America to Lunch" de lancheiras das décadas de 1880 a 1980.

## Galeria

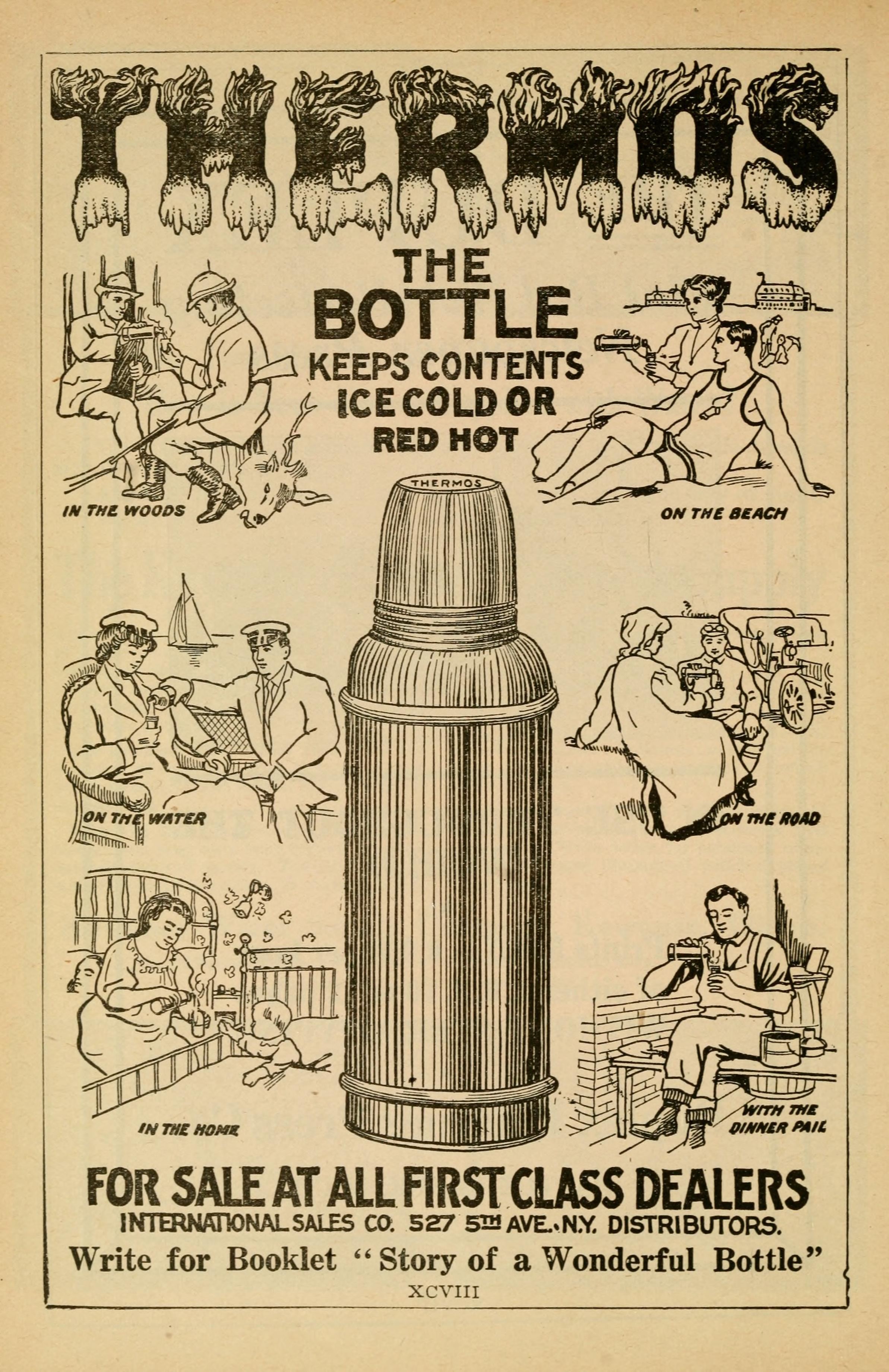
Folheto de propaganda da Garrafa Térmica Thermos, em 1908.
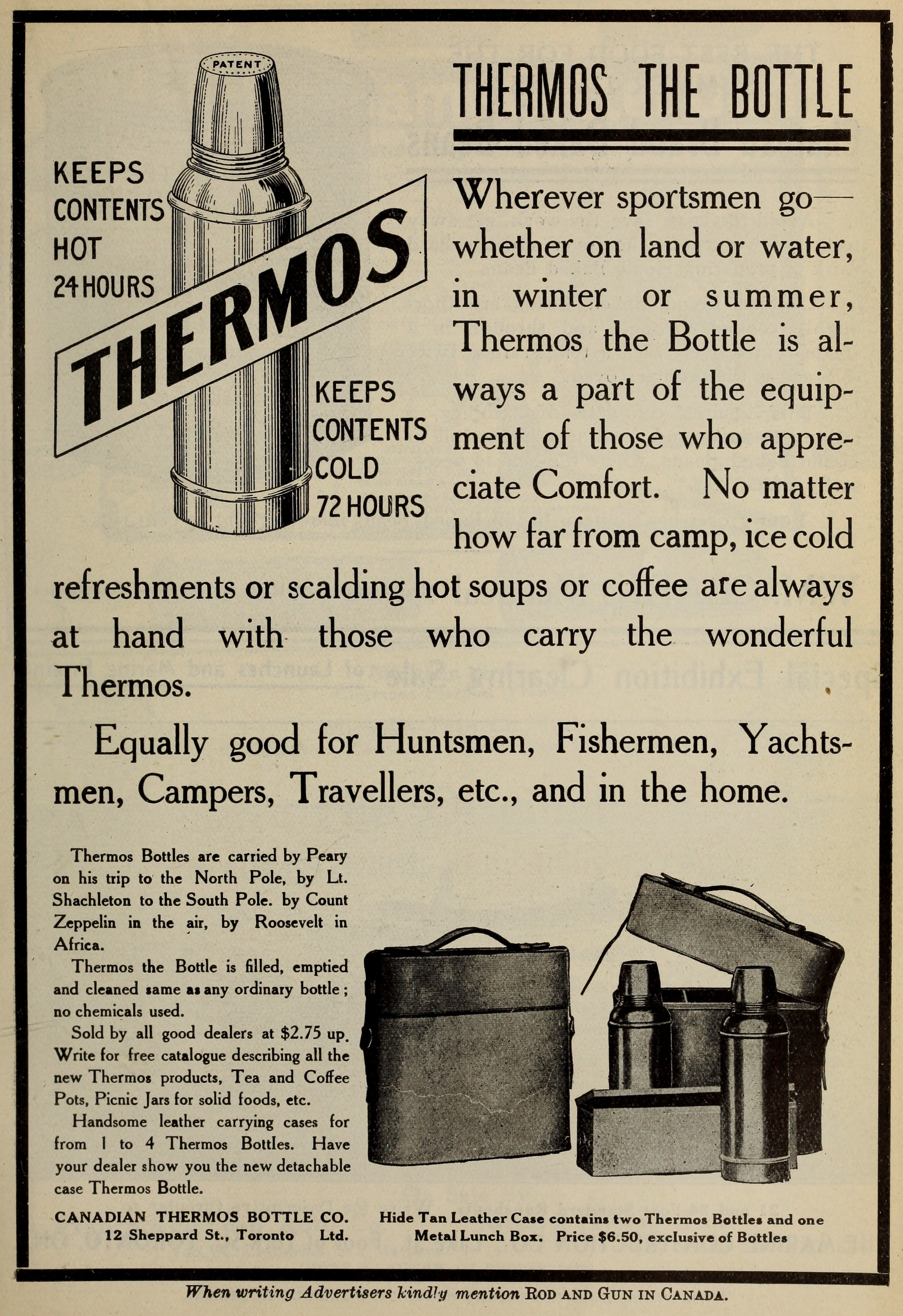
Thermos, anúncio da Rod and Gun no Canadá, 1909
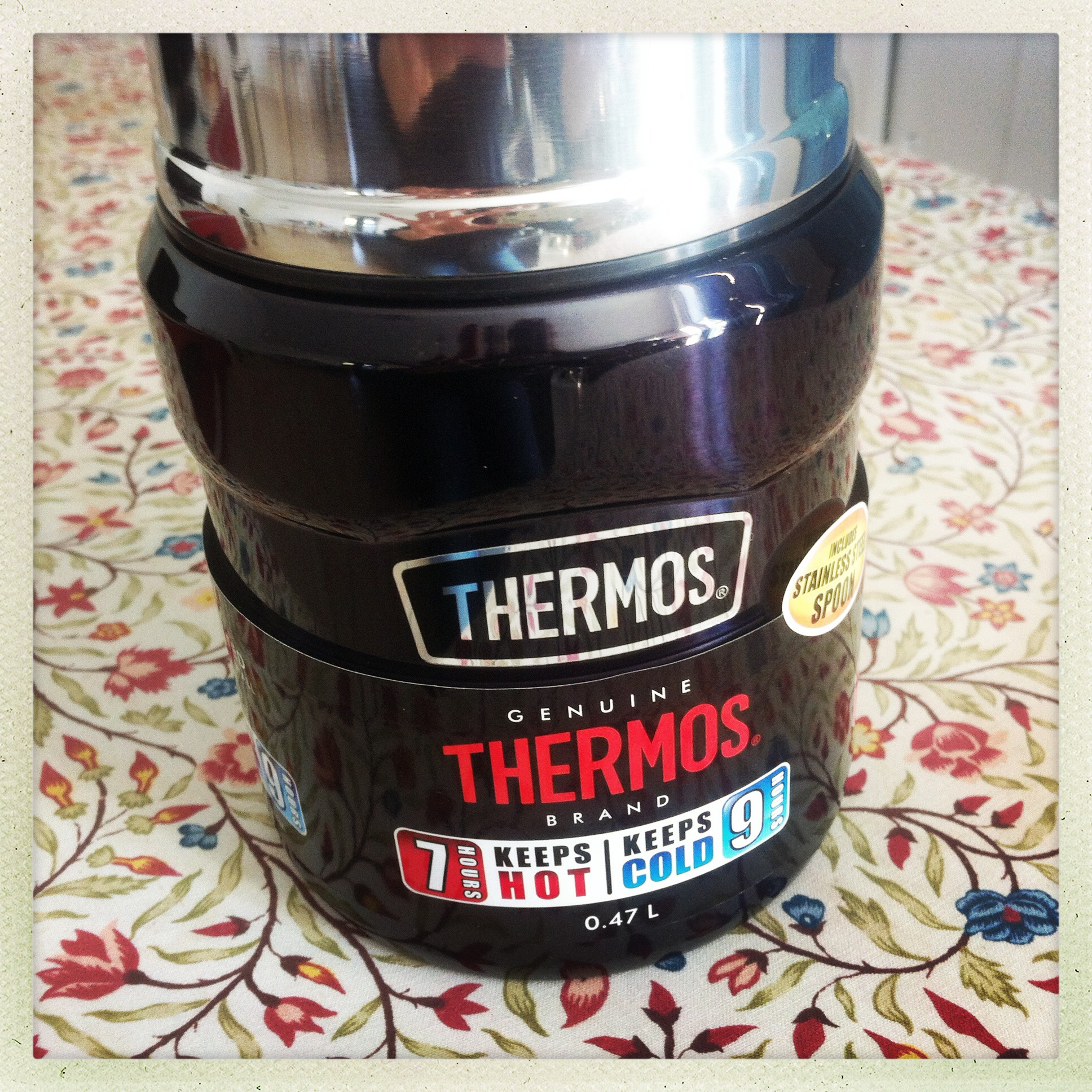
Garrafa Térmica da Thermos
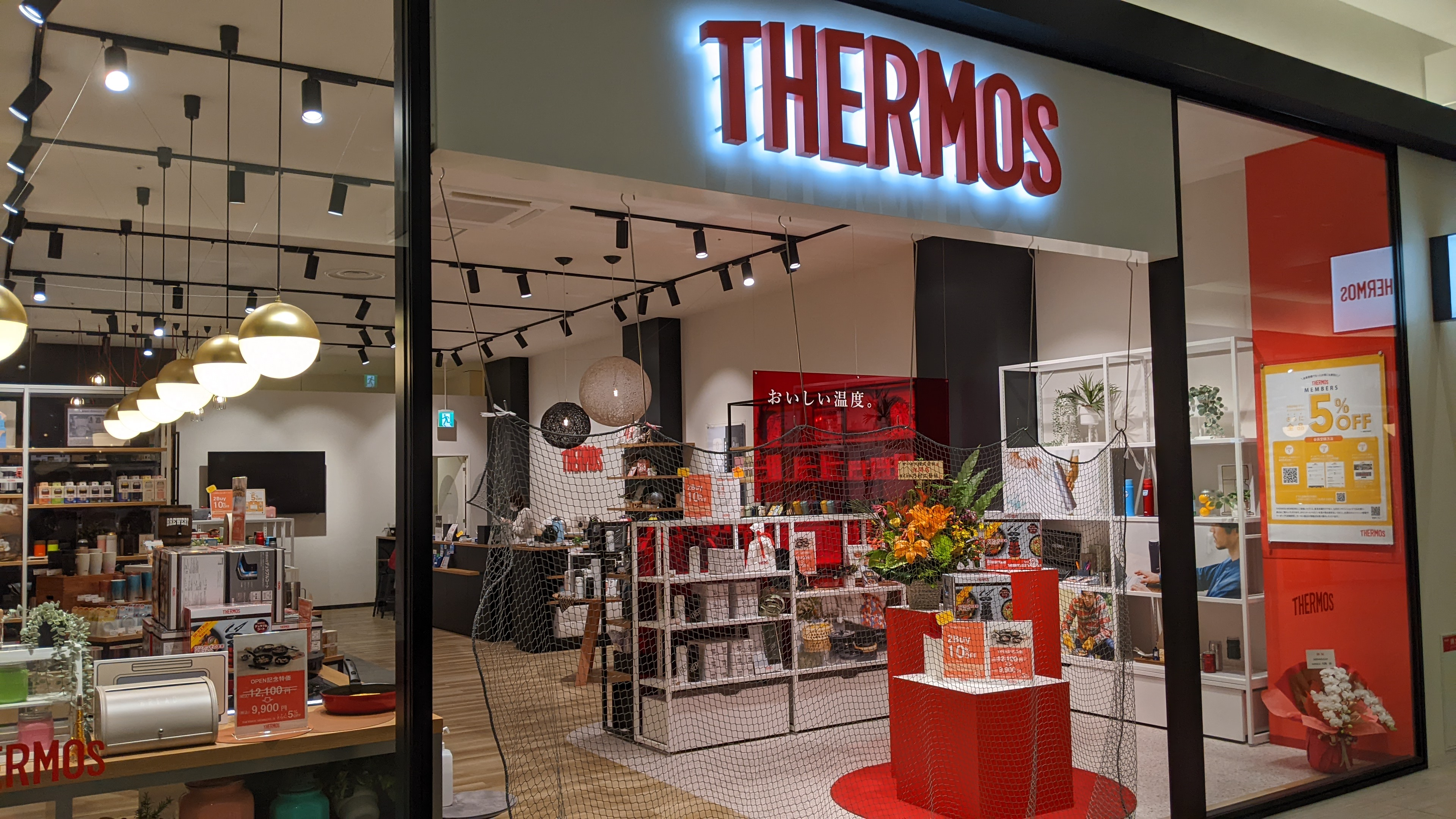
Fachada de uma loja Thermos.